# Hydrovatus cuspidatus
Hydrovatus cuspidatus là một loài bọ cánh cứng trong họ Bọ nước. Loài này được Kunze miêu tả khoa học năm 1818.